# Dmitri Kotchkine
Pour les articles homonymes, voir Kotchkine.
Dmitri Kotchkine (né le 25 avril 1934 à Kirov) est un ancien spécialiste soviétique du combiné nordique.

## Résultats

### Jeux olympiques
| Épreuve / Édition | Squaw Valley 1960 |
| Individuel        | 5e                |

### Championnats du monde de ski nordique
| Épreuve / Édition | Zakopane 1962 |
| Individuel        | Argent        |